# Stephen Taber (шхуна)
Stephen Taber — двухмачтовая шхуна 1871 года постройки. Порт приписки — город Роклэнд штата Мэн, США.
В 1984 году шхуна была включена в Национальный реестр исторических мест США.
В 1992 году шхуна признана Национальным историческим памятником США.